# إيفان هيشكو
إيفان هيشكو (بالأوكرانية: Гешко Іван Тарасович) مواليد 19 أغسطس 1979 في الاتحاد السوفيتي، هو عداء مسافات متوسطة أوكراني متخصص في 1500 متر. أفضل رقم شخصي له هو 3:30.33 (1500 م). مثل بلاده في الأولمبياد. فاز بالميدالية الذهبية في الألعاب الجامعية الصيفية.

## الميداليات
| الميدالية | المسابقة                                    |
| --------- | ------------------------------------------- |
| برونزية   | بطولة العالم لألعاب القوى 2003              |
| ذهبية     | بطولة العالم لألعاب القوى داخل الصالات 2006 |
| فضية      | بطولة العالم لألعاب القوى داخل الصالات 2004 |
| فضية      | بطولة أوروبا لألعاب القوى 2006              |
| ذهبية     | بطولة أوروبا لألعاب القوى داخل الصالات 2005 |
| ذهبية     | الألعاب الجامعية الصيفية 2005               |

## روابط خارجية
- إيفان هيشكو على موقع الاتحاد الدولي لألعاب القوى (الإنجليزية)
- إيفان هيشكو على موقع الاتحاد الإيطالي لألعاب القوى (الإيطالية)
- إيفان هيشكو على موقع اللجنة الأولمبية الدولية (الإنجليزية)
- إيفان هيشكو على موقع أوليمبيديا (الإنجليزية)